# Хорнеров синдром
Хорнеров синдром, Клод Бернар-Хорнеров синдром, окулосимпатичка парализа је поремећај који настаје као последица унилатералног (једностраног) прекида симпатичке инервације ока, и карактерише се класичном тетрадом симптома; миоза (сужење заница), енофталмус („удубљено око“ или увучена очна јабучица), делимична (парцијална) птоза (спуштеност) очног капка, и смањени или потпуни престанак лучења зноја (анхидроза), праћена црвенилом на одговарајућој страни лица.
„Пурфуа Пти синдром“, је синдром супротан од Хорнеровог, који се клинички одликује мидријазом, егзофталмусом и повлачењем (ретракцијом) очних капка. Изазван је механизмом хиперексцитације симпатичког нервног система након његове лезије примарном болешћу. Овај синдром назван је по француском лекару Франсоа Пурфур ди Птију (1664 - 1741).

## Историја
Хорнеров синдром је назван по Јохану Фридриху Хорнеру, швајцарском офталмологу који је први описао синдром у 1869. Неколико других лекара нешто раније описало је неколико случајева, овог синдрома у Француској и Италији, и зато се у литератури овај синдром често среће и под називом „Клод Бернар-Хорнеров синдром, по Клоду Бернару.

## Епидемиологија
Хорнеров синдром је ретко стање, чији исход зависи од примарног узрока (болести) која га је изазвала. Расне, полне и старосне предиспозиције као и друге разлике које могу бити од утицаја на појаву Хорнеровог синдрома нису уочене.

## Етиологија
Према начину настанка Хорнеров синдром може бити урођен, стечен или аутозомно доминантно наследан. Прекиди спровођења импулса кроз симпатичка нервна влакна могу бити централани (нпр. када је прекид између хипоталамуса и места на коме влакна излазе из кичмене мождине (у сегментима C8-T2) или периферни (нпр. код прекида вратног симпатичког ланца, горњег цервикалног ганглиона, заједно са каротидном артеријом). Хорнеров синдром се може јавити у следећим болестима и стањима:
- Лезије (оштећења) примарног неурона
- Запаљење средњег ува
- Гушавост (хиперплазија штитне жлезде)
- Склероза мултиплекс
- Сирингомијелија
- Мождани удар, тумори или компресија преганглионог неурона (У једној студији, изнет је податак да се у 33% болесника са лезијама можданог стабла јавља Хорнеров синдром.[8])
- Трауме (повреде) брахијалног плексуса
- Тумори (нпр. Панкостов синдром) или тумор у близини врха плућа који захвата сплет руке и који се поред Хорнеровог синдрома карактерише и болом у руци и сушењем мишића руке.
- Лезија (оштећење) постганглионих неурона
- Дисекција каротидне анеуризме (У једној студији од 44% (или у 65 од 146) болесника са екстракранијалном дисекцијом унутрашње каротидне артерије, Хорнеров синдром је дијагностикован у половини случајева (или у 32 од 65).[9])
- Исхемија каротидних артерија
- Мигрена
- Тумори средњи мождане јаме
- Тромбоза кавернозног синуса
- Симпатектомија

## Патофизиологија
Хорнерово синдром примарно је узрокован променама које настају у симпатичком нервном систему или можданом стаблу. Зато овај синдром најчешће настаје као последица лезије (оштећења) вратног дела симпатичког нервног система или неких од структура у можданом стаблу.
Симпатички нервни систем, као део вегегетативног нервног система састоји се из централног дела и бочних „рогова“ кичмене мождине. Нервна влакна која потичу из ових ћелија су углавном мијелинизована и долазе до паравертебралног ланца симпатичких ганглиона. Постганглијска симпатичка влакна дају симпатичку инервацију главе и врата, органа грудне дупље, трбуха и екстремитета.

## Клиничка слика
Најчешћи симптоми који карактеришу клиничку слику Хорнеровог синдрома и јављају се на једној стани лица су;
- Птоза - делимична спуштеност горњег очног капка, због недостатка симпатичке инервације горње групе мишића ока (лат. musculus tarsalis superior) или милеровог мишића[10]) или инверзна птоза (мала висина доњег очног капка);
- Миоза (сужење зеница) због патолошким променама нарушене функције мишића који врше ширење зенице, дилататора зеница (лат. musculusdilatator pupillae) Овај поремећај доводи до слабљења реакције ока на светлост.
- Енофталмус (упадање или увлачење ока у очне јебучице у очну дупљу)
- Дисхидроза (поремећај знојења) а у тежим случајевима и анхидроза потуни престанак знојења. Промене су локализоване на једној страни лица због оштећења цилиоспиналног рефлекса, и карактерише се; поред дисхидрозе и конјунктивалном хиперемијом и једностраним црвенлом коже лица.
- Хетерофорија (различитост боја дужице ока) која се понекад јавља код деце са знацима Хорнеровог синдрома понекад доводи до хетероцхромиа.[11] Овај поремећај изазван одсуство симпатичкеинервације спречава пигментацију меланина у меланоцитимаа, који се налазе у основи (строми) дужице (лат. stroma iridis)

## Терапија
Примарни начин лечења је за сада непознат. Терапија је углавном симптоматска у зависности од основног узрока поремећаја и испољних манифестација појединих симптома.

## Прогноза и компликације
Прогноза Хорнеровог синдрома зависи од успешнопсти лечења основног узрока који је довео до његове појаве.
Не постоје компликације директно узроковане Хорнеровим синдромом, али оне могу бити повезане са основом болешћу или њеним лечењем.
Једна од индиректних компликација у Хорнеровом синдрому може бити изазвана експанзијом тумора плућа, и његовог ширења у лимфне чворове (који се налази у медијастинуму - средогруђу) и развојем метастаза у »звездастом ганглиону«, које доводе до поремећаја његове функције и појаве мидријазе (проширења зенице).